# Ключ 167
Ключ 167 (иер. 金) со значением «золото», 167 по порядку из 214 традиционного списка иероглифических ключей, используемых при написании иероглифов. Записывается 8 штрихами.
В словаре Канси под этим ключом содержится 806 иероглифа (из 49 030). Этот иероглиф также используется для записи китайской фамилии Цзинь (фамилия), № 29 в списке Сто фамилий. По состоянию на 2006 год данная фамилия занимает 64-е место среди самых распространенных китайских фамилий. В китайской философии У-син («Пять фаз») 金 представляет элемент металл.

Вид ключа в Цзиньвэнь
Вид ключа в большой печати Чжуаньшу
Вид ключа в малой печати Чжуаньшу

## Примеры иероглифов
| Доп. черты | Иероглифы |
| ---------- | --- |
| 0          | 金 釒 钅 |
| 1          | 釓 釔 |
| 2          | 釕 釖 釗 釘 釙 釚 釛 釜 針 釞 釟 釠 釡 釢 |
| 3          | 釣 釤 釥 釦 釧 釨 釩 釪 釫 釬 釭 釮 釯 釰 釱 釲 釳 釴 釵 釶 釷 釸 釹 釺 釻 釼 |
| 4          | 釽 釾 釿 鈀 鈁 鈂 鈃 鈄 鈅 鈆 鈇 鈈 鈉 鈊 鈋 鈌 鈍 鈎 鈏 鈐 鈑 鈒 鈓 鈔 鈕 鈖 鈗 鈘 鈙 鈚 鈛 鈜 鈝 鈞 鈟 鈠 鈡 鈢 鈣 鈤 鈥 鈦 鈧 鈨 鈩 鈪 鈫 鈬                                                                                              |
| 5          | 鈭 鈮 鈯 鈰 鈱 鈲 鈳 鈴 鈵 鈶 鈷 鈸 鈹 鈺 鈻 鈼 鈽 鈾 鈿 鉀 鉁 鉂 鉃 鉄 鉅 鉆 鉇 鉈 鉉 鉊 鉋 鉌 鉍 鉎 鉏 鉐 鉑 鉒 鉓 鉔 鉕 鉖 鉗 鉘 鉙 鉚 鉛 鉜 鉝 鉞 鉟 鉠 鉡 鉢 鉣 鉤 鉥 鉦 鉧 鉨 鉩 鉪 鉫 鉬 鉭 鉮 鉯 鉰 鉱 鉲 鉳 鉴                      |
| 6          | 鉵 鉶 鉷 鉸 鉹 鉺 鉻 鉼 鉽 鉾 鉿 銀 銁 銂 銃 銄 銅 銆 銇 銈 銉 銊 銋 銌 銍 銎 銏 銐 銑 銒 銓 銔 銕 銖 銗 銘 銙 銚 銛 銜 銝 銞 銟 銠 銡 銢 銣 銤 銥 銦 銧 銨 銩 銪 銫 銬 銭 銮 銯 銰 銱                                                       |
| 7          | 銲 銳 銴 銵 銶 銷 銸 銹 銺 銻 銼 銽 銾 銿 鋀 鋁 鋂 鋃 鋄 鋅 鋆 鋇 鋈 鋉 鋊 鋋 鋌 鋍 鋎 鋏 鋐 鋑 鋒 鋓 鋔 鋕 鋖 鋗 鋘 鋙 鋚 鋛 鋜 鋝 鋞 鋟 鋠 鋡 鋢 鋣 鋤 鋥 鋦 鋧 鋨 鋩 鋪 鋫 鋬 鋭 鋮 鋯 鋰 鋱 鋲 鋳 鋴 鋵 鋶                               |
| 8          | 鋷 鋸 鋹 鋺 鋻 鋼 鋽 鋾 鋿 錀 錁 錂 錃 錄 錅 錆 錇 錈 錉 錊 錋 錌 錍 錎 錏 錐 錑 錒 錓 錔 錕 錖 錗 錘 錙 錚 錛 錜 錝 錞 錟 錠 錡 錢 錣 錤 錥 錦 錧 錩 錪 錫 錬 錭 錮 錯 錰 錱 録 錳 錴 錵 錶 錷 錸 錹 錺 錻 錼 錽 錾 錿 鍀 鍁 鍂 鍃 鍄 鍅 鍆 |
| 9          | 錨 鍇 鍈 鍉 鍊 鍋 鍌 鍍 鍎 鍏 鍐 鍑 鍒 鍓 鍔 鍕 鍖 鍗 鍘 鍙 鍚 鍛 鍜 鍝 鍞 鍟 鍠 鍡 鍢 鍣 鍤 鍥 鍦 鍧 鍨 鍩 鍪 鍫 鍬 鍭 鍮 鍯 鍰 鍱 鍲 鍳 鍴 鍵 鍶 鍷 鍸 鍹 鍺 鍻 鍼 鍽 鍾 鍿 鎀 鎁 鎂 鎃 鎄 鎅 鎆 鎇 鎚                                     |
| 10         | 鎈 鎉 鎊 鎋 鎌 鎍 鎎 鎏 鎐 鎑 鎒 鎓 鎔 鎕 鎖 鎗 鎘 鎙 鎛 鎜 鎝 鎞 鎟 鎠 鎡 鎢 鎣 鎤 鎥 鎦 鎧 鎨 鎩 鎪 鎫 鎬 鎭 鎮 鎯 鎰 鎱 鎲 鎳 鎴 鎵 鎶 鎷 鎸 鎹 鎺 鎻 鎼 鎽 鎾 鎿                                                                         |
| 11         | 鏀 鏁 鏂 鏃 鏄 鏅 鏆 鏇 鏈 鏉 鏊 鏋 鏌 鏍 鏎 鏏 鏐 鏑 鏒 鏓 鏔 鏕 鏖 鏗 鏘 鏙 鏚 鏛 鏜 鏝 鏞 鏟 鏠 鏡 鏢 鏣 鏤 鏥 鏦 鏧 鏨 鏩 鏪 鏫 鏬 鏭 鏮 鏯 鏰 鏱 鏲 鏹                                                                                  |
| 12         | 鏳 鏵 鏶 鏷 鏸 鏺 鏻 鏼 鏽 鏾 鏿 鐀 鐁 鐂 鐃 鐄 鐅 鐆 鐇 鐈 鐉 鐊 鐋 鐌 鐍 鐎 鐏 鐐 鐑 鐒 鐓 鐔 鐕 鐖 鐗 鐘 鐙 鐚 鐛 鐜 鐝 鐞 鐟 鐠 鐡 鐢 鐣 鐤 鐥 鐦 鐧 鐨                                                                                  |
| 13         | 鏴 鐩 鐪 鐫 鐬 鐭 鐮 鐯 鐰 鐱 鐲 鐳 鐴 鐵 鐶 鐷 鐸 鐹 鐺 鐻 鐼 鐽 鐾 鐿 鑀 鑁 |
| 14         | 鑂 鑃 鑄 鑅 鑆 鑇 鑈 鑉 鑊 鑋 鑌 鑍 鑎 鑏 鑐 鑓 鑔 鑧 |
| 15         | 鑑 鑒 鑕 鑖 鑗 鑘 鑙 鑚 鑛 鑜 鑝 鑞 鑟 鑠 鑡 鑢 鑣 鑤 鑥 鑦 |
| 16         | 鑨 鑩 鑪 鑫 鑬 |
| 17         | 鑭 鑮 鑯 鑰 鑱 鑲 鑳 钄 |
| 18         | 鑴 鑵 鑶 鑷 鑸 鑹 鑺 |
| 19         | 鑻 鑼 鑽 鑾 |
| 20         | 鑿 钀 钁 钂 |
| 21         | 钃 |

- Примечание: Ваш браузер может отображать иероглифы неправильно.